# 私の働き方〜乃木坂46のダブルワーク体験!〜
『私の働き方〜乃木坂46のダブルワーク体験!〜』(わたしのはたらきかた のぎざかフォーティシックスのダブルワークたいけん) は、フジテレビ系列で2018年4月3日から2019年3月26日まで、通常編成時には毎週火曜日 23:30 - 23:40 (JST) に放送されていたバラエティ番組およびミニ番組である。乃木坂46の冠番組でディップ株式会社による一社提供番組であった。

## 概要
当番組は、まもなくやってくる誰もが副業で夢を実現できる時代になり、そんな時代の到来に先駆けていち早く副業を行っている芸能人が毎週スタジオに登場して、副業を始めるまでのエピソードや仕事のやりがい・収入などの気になるお金事情などをトークしたり、副業・兼業の魅力も掘り下げていくバラエティ番組。さらに、番組では副業体験を希望する人を募集し、実際に副業を体験してもらい仕事の様子も番組で取り上げていく。
MCはオリエンタルラジオ（中田敦彦・藤森慎吾） と乃木坂46の各メンバーが担当した。

## 出演者
MC
- オリエンタルラジオ
  - 中田敦彦 - レギュラーパネラー（総集編は司会進行、最終回はゲスト）
  - 藤森慎吾 - 司会進行（総集編はパネラー）
- 乃木坂46 - およそ1 - 2個の内容ごとに、メンバー3名程度が交代で主にパネラーとして出演。第49回はパネラーは2人。

ナレーション
- 杉本るみ[1]

ゲスト
- 毎回異なる副業を行っている有名人が出演。

## 放送日程
| 回 | 放送日   | 内容                                        | ゲスト                   | スタジオメンバー                           | 備考                                                                 |
| -- | -------- | ------------------------------------------- | ------------------------ | ------------------------------------------ | -------------------------------------------------------------------- |
| 1  | 4月3日   | 「働き方改革」とは？ これからの時代の働き方 | 世耕弘成（経済産業大臣） | 秋元真夏、白石麻衣、西野七瀬               | 生田絵梨花もVTRで出演                                                |
| 2  | 4月10日  | 花畑牧場（北海道河西郡中札内村）            | 田中義剛                 | 秋元真夏、白石麻衣、西野七瀬               | 23:45 - 23:55に放送（15分繰り下げ）                                  |
| 3  | 4月17日  | 花畑牧場（北海道河西郡中札内村）            | 田中義剛                 | 秋元真夏、白石麻衣、西野七瀬               |                                                                      |
| 4  | 4月24日  | 浅草MJ（東京都台東区）                      | 東貴博（Take2）          | 秋元真夏、白石麻衣、西野七瀬               |                                                                      |
| 5  | 5月1日   | 浅草MJ（東京都台東区）                      | 東貴博（Take2）          | 秋元真夏、白石麻衣、西野七瀬               |                                                                      |
| 6  | 5月8日   | RENA's shop                                 | RENA                     | 寺田蘭世、堀未央奈、若月佑美               |                                                                      |
| 7  | 5月15日  | BUCCA44（東京都渋谷区）                     | 木下隆行（TKO）          | 寺田蘭世、堀未央奈、若月佑美               |                                                                      |
| 8  | 5月22日  | BUCCA44（東京都渋谷区）                     | 木下隆行（TKO）          | 寺田蘭世、堀未央奈、若月佑美               |                                                                      |
| 9  | 5月29日  | 通販コンサルタント                          | 保阪尚希                 | 久保史緒里、桜井玲香、新内眞衣             |                                                                      |
| 10 | 6月5日   | 通販コンサルタント                          | 保阪尚希                 | 久保史緒里、桜井玲香、新内眞衣             |                                                                      |
| 11 | 6月12日  | Bar、お好み焼き                             | はるな愛                 | 久保史緒里、桜井玲香、新内眞衣             | 23:45 - 23:55に放送（15分繰り下げ）                                  |
| 12 | 6月19日  | Bar、お好み焼き                             | はるな愛                 | 久保史緒里、桜井玲香、新内眞衣             | 23:45 - 23:55に放送（15分繰り下げ）                                  |
| 13 | 6月26日  | 浅草MJ（職業体験）                          | 東貴博（Take2）          | 衛藤美彩、新内眞衣、星野みなみ             |                                                                      |
| 14 | 7月3日   | Kaguya-Hime374（東京都港区）                | 渡辺美奈代               | 久保史緒里、桜井玲香、新内眞衣             |                                                                      |
| 15 | 7月10日  | Kaguya-Hime374（東京都港区）                | 渡辺美奈代               | 久保史緒里、桜井玲香、新内眞衣             |                                                                      |
| 16 | 7月17日  | デザイナー                                  | 神田うの                 | 衛藤美彩、新内眞衣、星野みなみ             | 23:49 - 23:59に放送（19分繰り下げ）                                  |
| 17 | 7月24日  | デザイナー                                  | 神田うの                 | 衛藤美彩、新内眞衣、星野みなみ             |                                                                      |
| 18 | 7月31日  | 花畑牧場（職業体験）                        | 田中義剛                 | 井上小百合、鈴木絢音、松村沙友理           |                                                                      |
| 19 | 8月7日   | コスメ                                      | 益若つばさ               | 衛藤美彩、新内眞衣、星野みなみ             |                                                                      |
| 20 | 8月14日  | コスメ                                      | 益若つばさ               | 衛藤美彩、新内眞衣、星野みなみ             |                                                                      |
| 21 | 8月21日  | CROKET MIMIC TOKYO（東京都港区）            | コロッケ                 | 井上小百合、鈴木絢音、松村沙友理           |                                                                      |
| 22 | 8月28日  | CROKET MIMIC TOKYO（東京都港区）            | コロッケ                 | 井上小百合、鈴木絢音、松村沙友理           |                                                                      |
| 23 | 9月4日   | アパレル                                    | 川崎希                   | 井上小百合、鈴木絢音、松村沙友理           |                                                                      |
| 24 | 9月11日  | アパレル                                    | 川崎希                   | 井上小百合、鈴木絢音、松村沙友理           |                                                                      |
| 25 | 9月18日  | COUNT8（神奈川県横浜市）                    | 八重樫東                 | 井上小百合、鈴木絢音、松村沙友理           |                                                                      |
| 26 | 9月26日  | J-CHAN冷麺（沖縄県那覇市）                  | 石田純一                 | 岩本蓮加、吉田綾乃クリスティー、和田まあや | 0:05 - 0:15に放送（35分繰り下げ）                                    |
| 27 | 10月2日  | J-CHAN冷麺（沖縄県那覇市）                  | 石田純一                 | 岩本蓮加、吉田綾乃クリスティー、和田まあや |                                                                      |
| 28 | 10月9日  | [ 28 ]                                      | 住谷杏奈                 | 岩本蓮加、吉田綾乃クリスティー、和田まあや | 23:49 - 23:59に放送（19分繰り下げ）                                  |
| 29 | 10月16日 | [ 28 ]                                      | 住谷杏奈                 | 岩本蓮加、吉田綾乃クリスティー、和田まあや |                                                                      |
| 30 | 10月23日 | BUCCA44（職業体験）                         | 木下隆行（TKO）          | 岩本蓮加、吉田綾乃クリスティー、和田まあや |                                                                      |
| 31 | 10月30日 | 特別企画 副業を行っている一般人（1）        | 武内宏文                 | 大園桃子、斉藤優里、樋口日奈               |                                                                      |
| 32 | 11月6日  | 特別企画 副業を行っている一般人（2）        | 武内宏文、瀬川あやか     | 大園桃子、斉藤優里、樋口日奈               |                                                                      |
| 33 | 11月13日 | 特別企画 副業を行っている一般人（3）        |                          | 大園桃子、斉藤優里、樋口日奈               |                                                                      |
| 34 | 11月20日 | コスメ                                      | 杉本彩                   | 大園桃子、斉藤優里、樋口日奈               |                                                                      |
| 35 | 11月27日 | コスメ                                      | 杉本彩                   | 大園桃子、斉藤優里、樋口日奈               |                                                                      |
| 36 | 12月4日  | KOMA'S HOUSE（高知県）                      | 駒田徳広                 | 白石麻衣、星野みなみ、松村沙友理           |                                                                      |
| 37 | 12月11日 | KOMA'S HOUSE（高知県）                      | 駒田徳広                 | 白石麻衣、星野みなみ、松村沙友理           |                                                                      |
| 38 | 12月18日 | 2018年総集編                                | ‐                        | 秋元真夏、伊藤理々杏、堀未央奈             | 総集編のためゲストなし。藤森慎吾がパネラー、中田敦彦が進行を務めた。 |
| 39 | 12月25日 | 2018年総集編                                | ‐                        | 秋元真夏、伊藤理々杏、堀未央奈             | 総集編のためゲストなし。藤森慎吾がパネラー、中田敦彦が進行を務めた。 |

| 回 | 放送日  | 内容                          | ゲスト                                                                                             | スタジオメンバー                 | 備考                                      |
| -- | ------- | ----------------------------- | -------------------------------------------------------------------------------------------------- | -------------------------------- | ----------------------------------------- |
| 40 | 1月8日  |                               | 世耕弘成（経済産業大臣）                                                                           | 秋元真夏、伊藤理々杏、堀未央奈   | 梅澤美波、白石麻衣、松村沙友理もVTRで出演 |
| 41 | 1月15日 | ヴィーガンパティシエ          | 長谷川理恵                                                                                         | 秋元真夏、伊藤理々杏、堀未央奈   |                                           |
| 42 | 1月22日 | ヴィーガンパティシエ          | 長谷川理恵                                                                                         | 秋元真夏、伊藤理々杏、堀未央奈   | 23:45 - 23:55に放送（15分繰り下げ）       |
| 43 | 1月29日 | 麺ジャラスK（東京都世田谷区） | 川田利明                                                                                           | 白石麻衣、星野みなみ、松村沙友理 |                                           |
| 44 | 2月5日  | 副業芸人大集合SP              | カラテカ（入江慎也・矢部太郎） さがね正裕（X-GUN） 滝沢秀一（マシンガンズ） 無法松（ほたるゲンジ） | 桜井玲香、白石麻衣、向井葉月     |                                           |
| 45 | 2月12日 | 副業芸人大集合SP              | カラテカ（入江慎也・矢部太郎） さがね正裕（X-GUN） 滝沢秀一（マシンガンズ） 無法松（ほたるゲンジ） | 桜井玲香、白石麻衣、向井葉月     |                                           |
| 46 | 2月19日 | 副業芸人大集合SP              | カラテカ（入江慎也・矢部太郎） さがね正裕（X-GUN） 滝沢秀一（マシンガンズ） 無法松（ほたるゲンジ） | 桜井玲香、白石麻衣、向井葉月     |                                           |
| 47 | 2月26日 | 副業芸人大集合SP              | カラテカ（入江慎也・矢部太郎） さがね正裕（X-GUN） 滝沢秀一（マシンガンズ） 無法松（ほたるゲンジ） | 桜井玲香、白石麻衣、向井葉月     |                                           |
| 48 | 3月5日  | 副業芸人大集合SP              | カラテカ（入江慎也・矢部太郎） さがね正裕（X-GUN） 滝沢秀一（マシンガンズ） 無法松（ほたるゲンジ） | 桜井玲香、白石麻衣、向井葉月     |                                           |
| 49 | 3月12日 | 副業芸人大集合SP              | カラテカ（入江慎也・矢部太郎） さがね正裕（X-GUN） 滝沢秀一（マシンガンズ） 無法松（ほたるゲンジ） | 桜井玲香、白石麻衣、向井葉月     |                                           |
| 50 | 3月19日 | トラペジウム                  | 高山一実（乃木坂46）                                                                               | 桜井玲香、新内眞衣、高山一実     |                                           |
| 50 | 3月19日 | 幸福洗脳                      | 中田敦彦（オリエンタルラジオ・RADIO FISH）                                                         | 桜井玲香、新内眞衣、高山一実     | 0                                         |
| 51 | 3月26日 | 幸福洗脳                      | 中田敦彦（オリエンタルラジオ・RADIO FISH）                                                         | 桜井玲香、新内眞衣、高山一実     | 最終回 0:00 - 0:10に放送（30分繰り下げ）  |

## 放送時間
| 放送期間                     | 放送時間             | 放送局                   | 対象地域       | 備考   |
| ---------------------------- | -------------------- | ------------------------ | -------------- | ------ |
| 2018年4月3日 - 2019年3月26日 | 火曜日 23:30 - 23:40 | フジテレビ (CX)          | 関東広域圏     | 制作局 |
|                              |                      | 北海道文化放送 (uhb)     | 北海道         |        |
|                              |                      | 岩手めんこいテレビ (mit) | 岩手県         |        |
|                              |                      | 仙台放送 (OX)            | 宮城県         |        |
|                              |                      | 秋田テレビ (AKT)         | 秋田県         |        |
|                              |                      | さくらんぼテレビ (SAY)   | 山形県         |        |
|                              |                      | 福島テレビ (FTV)         | 福島県         |        |
|                              |                      | 長野放送 (NBS)           | 長野県         |        |
|                              |                      | 新潟総合テレビ (NST)     | 新潟県         |        |
|                              |                      | テレビ静岡 (SUT)         | 静岡県         |        |
|                              |                      | 富山テレビ (BBT)         | 富山県         |        |
|                              |                      | 石川テレビ (ITC)         | 石川県         |        |
|                              |                      | 福井テレビ (FTB)         | 福井県         |        |
|                              |                      | 東海テレビ (THK)         | 中京広域圏     |        |
|                              |                      | 関西テレビ (KTV)         | 近畿広域圏     |        |
|                              |                      | 山陰中央テレビ (TSK)     | 島根県・鳥取県 |        |
|                              |                      | 岡山放送 (OHK)           | 岡山県・香川県 |        |
|                              |                      | テレビ新広島 (tss)       | 広島県         |        |
|                              |                      | テレビ愛媛 (EBC)         | 愛媛県         |        |
|                              |                      | 高知さんさんテレビ (KSS) | 高知県         |        |
|                              |                      | テレビ西日本 (TNC)       | 福岡県         |        |
|                              |                      | サガテレビ (sts)         | 佐賀県         |        |
|                              |                      | テレビ長崎 (KTN)         | 長崎県         |        |
|                              |                      | テレビ熊本 (TKU)         | 熊本県         |        |
|                              |                      | 鹿児島テレビ (KTS)       | 鹿児島県       |        |
|                              |                      | 沖縄テレビ (OTV)         | 沖縄県         |        |

## スタッフ
- ディレクター：金澤忠延、内田義之、勝見拓也[33]
- 演出：澤田親宏
- プロデューサー：織田実[33]
- 制作協力：STELLA-TV[33]
- 制作著作：フジテレビ[33]